# Kościół św. Stanisława Biskupa i Męczennika w Damasławku
Kościół Świętego Stanisława Biskupa i Męczennika w Damasławku – rzymskokatolicki kościół parafialny znajdujący się we wsi Damasławek, w województwie wielkopolskim, przy ulicy Kościelnej.
Budowla pierwotnie została wzniesiona dla niemieckiej gminy ewangelickiej, następnie została przekazana katolikom.
Jest to świątynia jednonawowa, posiada czworokątną wieżę zakończoną ośmiokątną wieżyczką na dzwony i zwieńczoną baniastym dachem hełmowym z iglicą i krzyżem na szczycie. Została konsekrowana w dniu 25 listopada 1923 roku przez kardynała Edmunda Dalbora. We wnętrzu znajdują się: rokokowy ołtarz główny flankowany ozdobnymi kolumnami oraz balustrada, również z elementami rokokowymi. W oknach są umieszczone się witraże wykonane przez Stanisława Powalisza w 1978 roku.